# Rząd Estonii
Rząd Estonii jest najważniejszym organem władzy wykonawczej w tym kraju.

## Powoływanie
Procedura powołania gabinetu rozpoczyna się od decyzji prezydenta, który desygnuje premiera. Głowa państwa może wybrać kandydata wedle własnego uznania, choć w praktyce musi mieć na uwadze sytuację w parlamencie. Prezydencki nominat musi w ciągu 14 dni zostać zatwierdzony przez Zgromadzenie Państwowe. W przypadku odrzucenia jego kandydatury, prezydentowi przysługuje prawo do powtórnego desygnowania tej samej lub innej osoby i procedura jest powtarzana. Tak samo dzieje się, jeśli pierwszy kandydat nie zdoła skompletować rządu. Jeśli obaj prezydenccy kandydaci (lub ten sam dwukrotnie) zostaną odrzuceni przez parlament albo nie sformują rządu, obowiązek wskazania kandydata przechodzi na samo Zgromadzenie, które ma na to 14 dni. W przypadku, gdy i tym razem nie uda się wyłonić szefa rządu, prezydent ma obowiązek skrócić kadencję parlamentu. W Estonii mamy zatem, podobnie jak w Polsce, do czynienia z procedurą tzw. trzech kroków konstytucyjnych, przy czym nieco inna w obu krajach jest ich kolejność.

## Struktura
Rząd Estonii składa się obecnie z premiera oraz 13 ministrów, z których każdy stoi na czele jednego resortu. Są to:
1. Ministerstwo Rolnictwa
2. Ministerstwo Kultury
3. Ministerstwo Obrony
4. Ministerstwo Spraw Gospodarczych i Łączności
5. Ministerstwo Edukacji i Badań
6. Ministerstwo Środowiska
7. Ministerstwo Finansów
8. Ministerstwo Spraw Zagranicznych
9. Ministerstwo Spraw Wewnętrznych
10. Ministerstwo Sprawiedliwości
11. Ministerstwo Spraw Regionalnych
12. Ministerstwo Spraw Obywatelskich
13. Ministerstwo Spraw Społecznych